# ماوليك بانكولي
ماوليك بانكولي (بالإنجليزية: Maulik Pancholy)‏ هو ممثل أمريكي، ولد في 18 يناير 1974 بكيسيمي في الولايات المتحدة.

## أعمال

### أفلام
- (2005) هيتش[6]
- (2008) 27 فستانا[7]
- (2012) كنز الأصدقاء[8]

### مسلسلات
- 30 روك
- ديسكفري

## وصلات خارجية
- ماوليك بانكولي على موقع IMDb (الإنجليزية)
- ماوليك بانكولي على موقع ميوزك برينز (الإنجليزية)
- ماوليك بانكولي على موقع أول موفي (الإنجليزية)
- ماوليك بانكولي على موقع قاعدة بيانات برودواي على الإنترنت (الإنجليزية)
- ماوليك بانكولي على موقع قاعدة بيانات الأفلام السويدية (السويدية)
- ماوليك بانكولي على موقع إن إن دي بي (الإنجليزية)
- ماوليك بانكولي على موقع قاعدة بيانات الفيلم (الإنجليزية)